# Колупаєвка
Колупа́євка (рос. Колупаевка) — присілок у складі Юргамиського району Курганської області, Росія. Входить до складу Кислянської сільської ради.
Населення — 124 особи (2010, 135 у 2002).
Колишня назва — Запрудна.